# Pompejanum

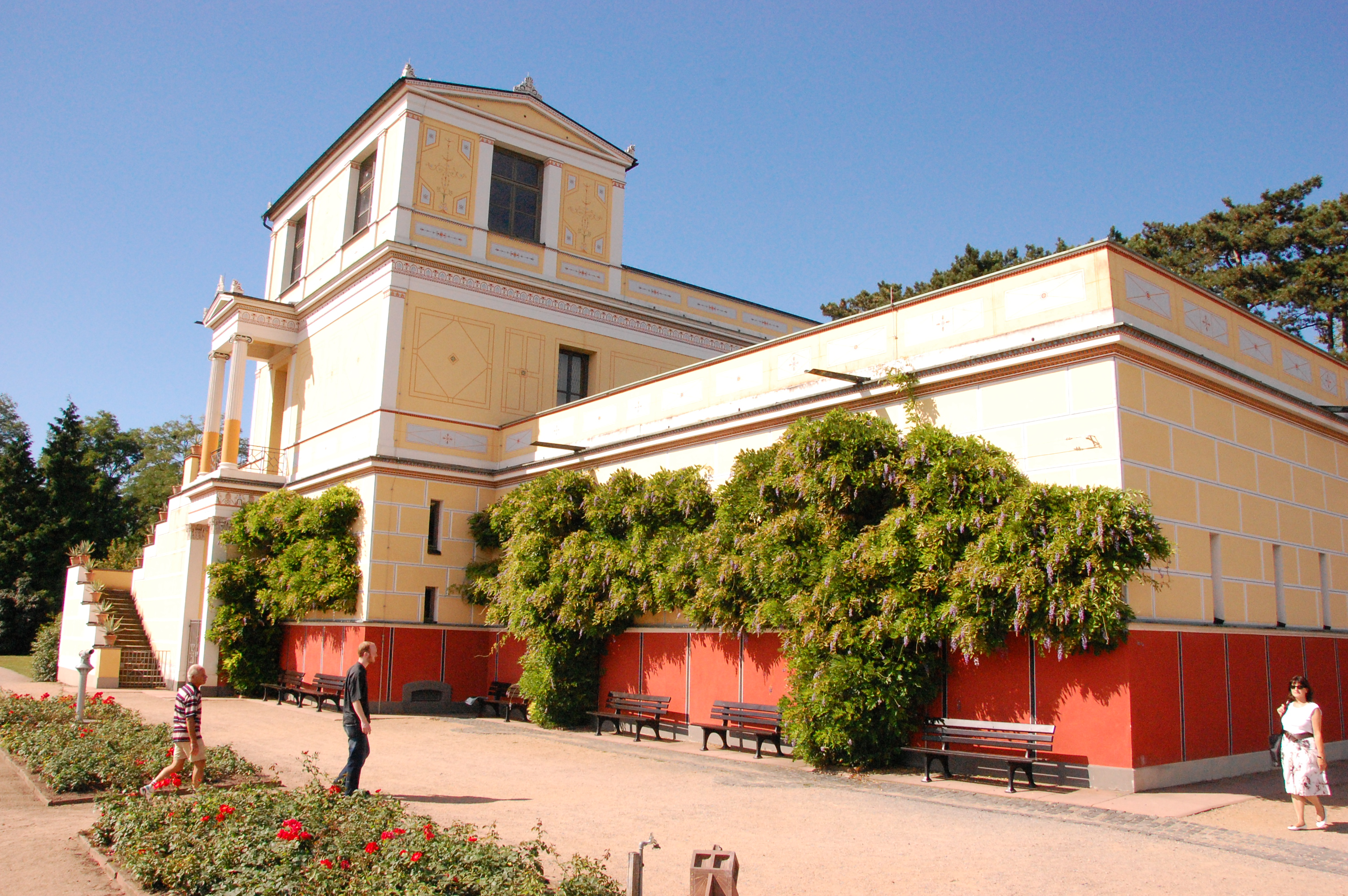
Het Pompejanum

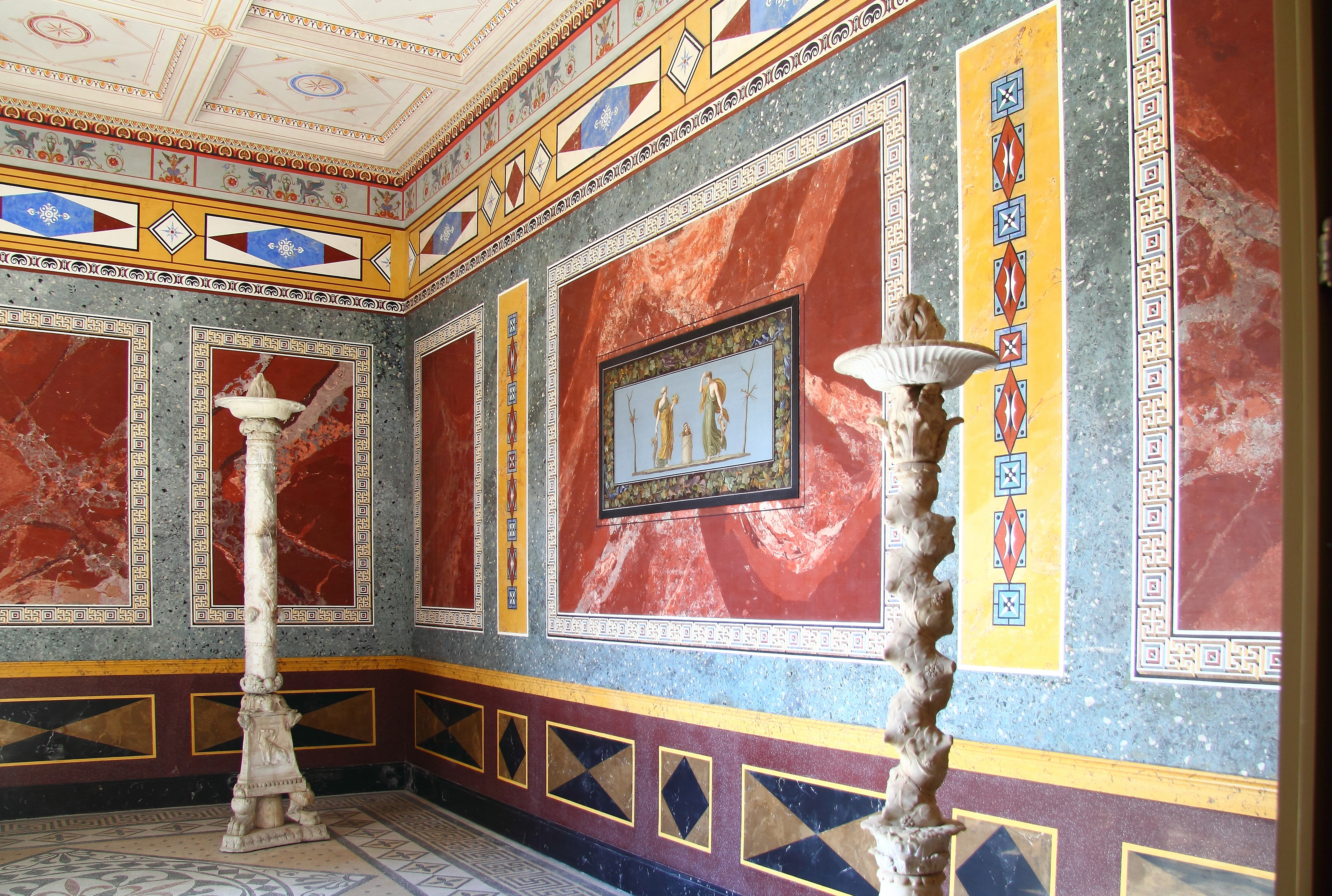
Het interieur met fresco’s

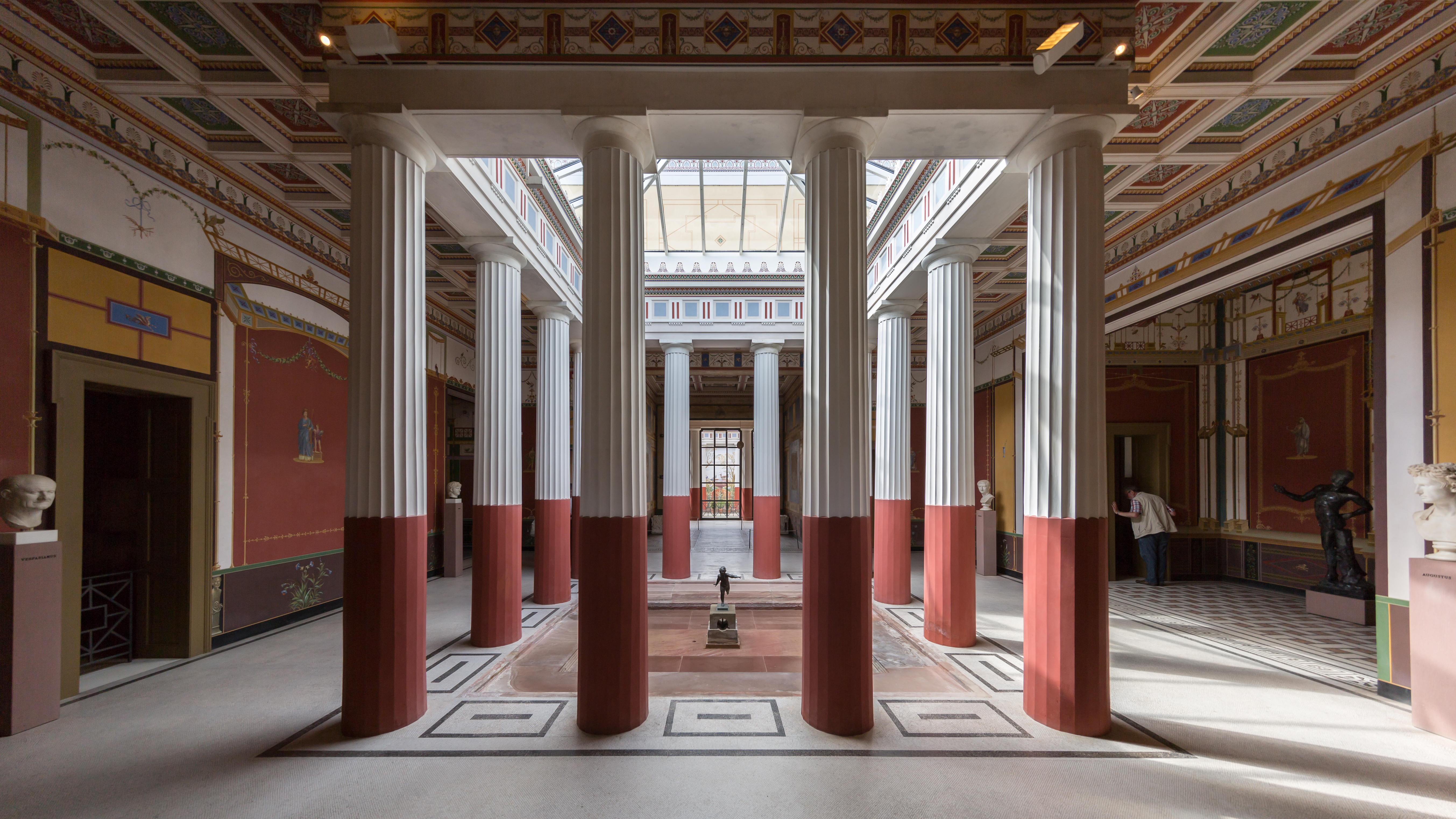
De binnenplaats

Het Pompejanum is een replica van een Romeinse domus (woning) in de Duitse stad Aschaffenburg. Het huis is een geïdealiseerde weergave van een villa, het Huis van Castor en Pollux (Casa dei Dioscuri) in de Italiaanse stad Pompeï die in het jaar 79 verwoest werd door de uitbarsting van de Vesuvius. Het werd gebouwd in de periode 1840-1848 in opdracht van Koning Lodewijk I van Beieren, naar een ontwerp van Friedrich von Gärtner.
De villa heeft een binnenplaats en de muren zijn versierd met fresco's. Binnen staan Romeinse kunstvoorwerpen tentoongesteld. Het huis staat in een mediterrane tuin.